# Świdnica (Landgemeinde)
Die Gmina Świdnica ist eine Landgemeinde im Powiat Świdnicki der Woiwodschaft Niederschlesien in Polen. Gemeindesitz ist Świdnica (deutsch Schweidnitz).

## Geografie
Das Gemeindegebiet umfasst die Dörfer um die Stadt Świdnica und umschließt diese. Die Stadt ist Verwaltungssitz der Landgemeinde, gehört dieser aber nicht an, sondern bildet eine eigenständige Stadtgemeinde.

## Gemeindegliederung
Die Gmina Świdnica gliedert sich in 33 Ortsteile mit einem Schulzenamt:
- Bojanice (Ludwigsdorf)
- Boleścin (Pilzen)
- Burkatów (Burkersdorf)
- Bystrzyca Dolna (Nieder Weistritz)
- Bystrzyca Górna (Ober Weistritz)
- Gogołów (Goglau)
- Grodziszcze (Gräditz, bis 1930: Königlich Gräditz)
- Jagodnik (Grunau)
- Jakubów (Jakobsdorf)
- Komorów (Cammerau)
- Krzczonów (Weiß Kirschdorf)
- Krzyżowa (Kreisau)
- Lubachów (Breitenhain)
- Lutomia Dolna (Nieder Leutmannsdorf)
- Lutomia Górna (Ober Leutmannsdorf)
- Makowice (Schwengfeld)
- Miłochów (Nieder Giersdorf)
- Modliszów (Hohgiersdorf)
- Mokrzeszów (Kunzendorf)
- Niegoszów (Nitschendorf)
- Opoczka (Esdorf)
- Panków (Penkendorf)
- Pogorzała (Seifersdorf)
- Pszenno (Weizenrodau)
- Słotwina (Schönbrunn)
- Stachowice (Groß Friedrichsfelde)
- Sulisławice (Zülzendorf)
- Wieruszów (Wierischau)
- Wilków (Wilkau)
- Wiśniowa (Roth Kirschdorf)
- Witoszów Dolny (Nieder Bögendorf)
- Witoszów Górny (Ober Bögendorf) und
- Zawiszów (Säbischdorf)

## Persönlichkeiten
- Rudolf von Horn (1866–1934), preußischer General, geboren in Nieder Giersdorf
- Hellmut Froböß (1884–1956), Polizeipräsident von Danzig und Präsident des Oberlandesgerichts Posen, geboren in Seifersdorf.
- Günter Prinz (1929–2020), deutscher Journalist, Chefredakteur der Bild-Zeitung, Mitgründer der Organisation Ein Herz für Kinder und der Zeitungen Elle und Super-Illu